# Hypostomus derbyi
Hypostomus derbyi es una especie de peces de la familia Loricariidae en el orden de los Siluriformes.

## Morfología
Los machos pueden llegar alcanzar los 30,5 cm de longitud total.

## Distribución geográfica
Se encuentran en Sudamérica: afluentes  paraguayos del río Paraná.